# Chuck Forsberg
Charles Alton „Chuck“ Forsberg (* 6. Mai 1944 in Wilmette, Illinois; † 24. September 2015 in Portland, Oregon) war ein US-amerikanischer Informatiker. Er entwickelte die beiden Kommunikationsprotokolle YMODEM und ZMODEM. Die Protokolle werden zur seriellen Datenübertragung von Dateien zwischen zwei Computersystemen genutzt.

## Leben
Charles Alton Forsberg war das dritte Kind von Margery und Karl Lundberg. Seine älteren Schwestern waren Annie und Susie. Chuck war nur zwei oder drei Jahre alt, als sein Vater starb.

## YMODEM und ZMODEM
YMODEM und ZMODEM wurden in den 1980er Jahren zu einer Zeit entwickelt als die Übertragung über die serielle Schnittstelle weit verbreitet war. Die Protokolle nutzen Techniken wie Blockbildung, Prüfsummen und wiederaufsetzende Transfers, um die Dateiübertragung abzusichern. Die Maßnahmen sind insbesondere beim Transfer von Dateien über das Telefonnetz mit Hilfe von Modems vorteilhaft, da dort häufig mit großen Verzögerungszeiten und Übertragungsfehlern zu rechnen ist.
1984 gründete Chuck Forsberg Omen Technology, Inc zum Vertrieb von ZMODEM und anderer Software-Produkte.